# Índice de Inovação Global
O Global Innovation Index (GII) é um ranking anual de países por sua capacidade e sucesso em inovação. É publicado pela Universidade Cornell, INSEAD, e pela Organização Mundial de Propriedade Intelectual, em parceria com outras organizações e instituições, e é baseado em dados subjetivos e objetivos derivados de várias fontes, incluindo a União Internacional de Telecomunicações, o Banco Mundial e o Fórum Econômico Mundial. O índice foi iniciado em 2007 pelo INSEAD e a World Business, uma revista britânica. Foi criado pelo Prof. Soumitra Dutta. O GII é comumente usado por funcionários corporativos e governamentais para comparar países por seu nível de inovação.
O GII é calculado por meio de uma média simples das pontuações em dois subíndices, o Índice de Inovação e o Índice de Produção de Inovação, que são compostos por cinco e dois pilares, respectivamente. Cada um desses pilares descreve um atributo da inovação e compreende até cinco indicadores, e sua pontuação é calculada pelo método da média ponderada. Ele foi criticado por dar uma importância excessiva a fatores que não são essenciais para a inovação. Por exemplo, "Facilidade de pagamento de impostos", "Produção de eletricidade" (meio peso) e “Facilidade de proteção de investidores minoritários” são fatores ao lado de “Facilidade de obtenção de crédito” e "Negócios de capital de risco

## Classificação
A classificação para 2019:
| Classificação | País                   | Pontuação |
| ------------- | ---------------------- | --------- |
| 1             | Suíça                  | 67.24     |
| 2             | Suécia                 | 63.65     |
| 3             | Estados Unidos         | 61.73     |
| 4             | Países Baixos          | 61.44     |
| 5             | Reino Unido            | 61.30     |
| 6             | Finlândia              | 59.83     |
| 7             | Dinamarca              | 58.44     |
| 8             | Singapura              | 58.37     |
| 9             | Alemanha               | 58.19     |
| 10            | Israel                 | 57.43     |
| 11            | Coreia do Sul          | 56.55     |
| 12            | Irlanda                | 56.10     |
| 13            | Hong Kong              | 55.54     |
| 14            | China                  | 54.82     |
| 15            | Japão                  | 54.68     |
| 16            | França                 | 54.25     |
| 17            | Canadá                 | 53.88     |
| 18            | Luxemburgo             | 53.47     |
| 19            | Noruega                | 51.87     |
| 20            | Islândia               | 51.53     |
| 21            | Áustria                | 50.94     |
| 22            | Austrália              | 50.34     |
| 23            | Bélgica                | 50.18     |
| 24            | Estónia                | 49.97     |
| 25            | Nova Zelândia          | 49.55     |
| 26            | Chéquia                | 49.43     |
| 27            | Malta                  | 49.01     |
| 28            | Chipre                 | 48.34     |
| 29            | Espanha                | 47.85     |
| 30            | Itália                 | 46.30     |
| 31            | Eslovênia              | 45.25     |
| 32            | Portugal               | 44.65     |
| 33            | Hungria                | 44.51     |
| 34            | Letônia                | 43.23     |
| 35            | Malásia                | 42.68     |
| 36            | Emirados Árabes Unidos | 42.17     |
| 37            | Eslováquia             | 42.05     |
| 38            | Lituânia               | 41.46     |
| 39            | Polónia                | 41.31     |
| 40            | Bulgária               | 40.35     |
| 41            | Grécia                 | 38.90     |
| 42            | Vietname               | 38.84     |
| 43            | Tailândia              | 38.63     |
| 44            | Croácia                | 37.82     |
| 45            | Montenegro             | 37.70     |
| 46            | Rússia                 | 37.62     |
| 47            | Ucrânia                | 37.40     |
| 48            | Geórgia                | 36.98     |
| 49            | Turquia                | 36.95     |
| 50            | Roménia                | 36.76     |
| 51            | Chile                  | 36.64     |
| 52            | Índia                  | 36.58     |
| 53            | Mongólia               | 36.29     |
| 54            | Filipinas              | 36.18     |
| 55            | Costa Rica             | 36.13     |
| 56            | México                 | 36.06     |
| 57            | Sérvia                 | 35.71     |
| 58            | Moldávia               | 35.52     |
| 59            | Macedônia do Norte     | 35.29     |
| 60            | Kuwait                 | 34.55     |
| 61            | Irão                   | 34.43     |
| 62            | Uruguai                | 34.32     |
| 63            | África do Sul          | 34.04     |
| 64            | Armênia                | 33.98     |
| 65            | Catar                  | 33.86     |
| 66            | Brasil                 | 33.82     |
| 67            | Colômbia               | 33.00     |
| 68            | Arábia Saudita         | 32.93     |
| 69            | Peru                   | 32.93     |
| 70            | Tunísia                | 32.83     |
| 71            | Brunei                 | 32.35     |
| 72            | Bielorrússia           | 32.07     |
| 73            | Argentina              | 31.95     |
| 74            | Marrocos               | 31.63     |
| 75            | Panamá                 | 31.51     |
| 76            | Bósnia e Herzegovina   | 31.41     |
| 77            | Quênia                 | 31.13     |
| 78            | Bahrein                | 31.10     |
| 79            | Cazaquistão            | 31.03     |
| 80            | Omã                    | 30.98     |
| 81            | Jamaica                | 30.80     |
| 82            | Ilhas Maurícias        | 30.61     |
| 83            | Albânia                | 30.34     |
| 84            | Azerbaijão             | 30.21     |
| 85            | Indonésia              | 29.72     |
| 86            | Jordânia               | 29.61     |
| 87            | República Dominicana   | 28.56     |
| 88            | Líbano                 | 28.54     |
| 89            | Sri Lanka              | 28.45     |
| 90            | Quirguistão            | 28.38     |
| 91            | Trinidad e Tobago      | 28.08     |
| 92            | Egito                  | 27.47     |
| 93            | Botswana               | 27.43     |
| 94            | Ruanda                 | 27.38     |
| 95            | Paraguai               | 27.09     |
| 96            | Senegal                | 26.83     |
| 97            | Tanzânia               | 26.63     |
| 98            | Camboja                | 26.59     |
| 99            | Equador                | 26.56     |
| 100           | Tajiquistão            | 26.43     |
| 101           | Namíbia                | 25.85     |
| 102           | Uganda                 | 25.60     |
| 103           | Costa do Marfim        | 25.55     |
| 104           | Honduras               | 25.48     |
| 105           | Paquistão              | 25.36     |
| 106           | Gana                   | 25.27     |
| 107           | Guatemala              | 25.07     |
| 108           | El Salvador            | 24.89     |
| 109           | Nepal                  | 24.85     |
| 110           | Bolívia                | 24.76     |
| 111           | Etiópia                | 24.16     |
| 112           | Mali                   | 24.03     |
| 113           | Argélia                | 23.98     |
| 114           | Nigéria                | 23.93     |
| 115           | Camarões               | 23.90     |
| 116           | Bangladesh             | 23.31     |
| 117           | Burquina Fasso         | 23.30     |
| 118           | Malawi                 | 23.00     |
| 119           | Moçambique             | 22.87     |
| 120           | Nicarágua              | 22.55     |
| 121           | Madagáscar             | 22.38     |
| 122           | Zimbabwe               | 22.30     |
| 123           | Benim                  | 20.42     |
| 124           | Zâmbia                 | 20.36     |
| 125           | Guiné                  | 19.50     |
| 126           | Togo                   | 18.54     |
| 127           | Níger                  | 18.13     |
| 128           | Burundi                | 17.65     |
| 129           | Iêmen                  | 14.49     |